# Hugues Fabrice Zango
Hugues Fabrice Zango (Ouagadougou, 25 giugno 1993) è un triplista burkinabé, detentore del record mondiale indoor della specialità con la misura di 18,07 m.

## Biografia
Allenato dall'ex triplista francese Teddy Tamgho, il 16 gennaio 2021 presso il palazzetto di Aubière, nella periferia di Clermont-Ferrand, ha saltato la misura di 18,07 m, stabilendo il record mondiale indoor del salto triplo, migliorando il precedente primato di 17,92 m, appartenuto proprio al suo allenatore.
È stato il primo triplista della storia a superare i 18 metri al coperto. Il 5 agosto 2021 vince la medaglia di bronzo nel salto triplo ai Giochi olimpici di Tokyo, diventando il primo atleta burkinabé a vincere una medaglia alle Olimpiadi. Il 21 agosto 2023 conquista la medaglia d'oro ai mondiali di Budapest dopo il bronzo di Doha 2019 e l'argento di Oregon 2022. Il 2 marzo 2024, invece, sale sul gradino più alto del podio ai mondiali indoor di Glasgow. 

## Record nazionali
Seniores
- Salto triplo indoor: 18,07 m ( Aubière, 16 gennaio 2021)

## Palmarès
| Anno | Manifestazione           | Sede           | Evento         | Risultato | Prestazione | Note                                     |
| ---- | ------------------------ | -------------- | -------------- | --------- | ----------- | ---------------------------------------- |
| 2013 | Universiadi              | Kazan'         | Salto triplo   | 6º        | 15,96 m     |                                          |
| 2013 | Giochi della Francofonia | Nizza          | Salto triplo   | 10º       | 15,97 m     |                                          |
| 2015 | Universiadi              | Gwangju        | Salto in lungo | 30º (q)   | 6,73 m      |                                          |
| 2015 | Universiadi              | Gwangju        | Salto triplo   | Argento   | 16,76 m     | Miglior prestazione personale            |
| 2015 | Mondiali                 | Pechino        | Salto triplo   | nm (q)    | nm (q)      |                                          |
| 2015 | Giochi panafricani       | Brazzaville    | Salto triplo   | 5º        | 16,36 m     |                                          |
| 2016 | Campionati africani      | Durban         | Salto triplo   | Argento   | 16,81 m     |                                          |
| 2016 | Giochi olimpici          | Rio de Janeiro | Salto triplo   | 34º (q)   | 15,99 m     |                                          |
| 2017 | Giochi della Francofonia | Abidjan        | Salto triplo   | Oro       | 16,92 m     |                                          |
| 2017 | Universiadi              | Taipei         | Salto triplo   | Argento   | 16,97 m     | Miglior prestazione personale            |
| 2018 | Mondiali indoor          | Birmingham     | Salto triplo   | 6º        | 17,11 m     |                                          |
| 2018 | Campionati africani      | Asaba          | Salto triplo   | Oro       | 17,11 m     |                                          |
| 2018 | Campionati africani      | Asaba          | 4×100 m        | 8º        | 40"96       |                                          |
| 2019 | Giochi panafricani       | Rabat          | Salto triplo   | Oro       | 16,36 m     |                                          |
| 2019 | Mondiali                 | Doha           | Salto triplo   | Bronzo    | 17,66 m     |                                          |
| 2021 | Giochi olimpici          | Tokyo          | Salto triplo   | Bronzo    | 17,47 m     |                                          |
| 2022 | Campionati africani      | Saint Pierre   | Salto triplo   | Oro       | 17,34 m     | w                                        |
| 2022 | Mondiali                 | Eugene         | Salto triplo   | Argento   | 17,55 m     | Miglior prestazione personale stagionale |
| 2023 | Mondiali                 | Budapest       | Salto triplo   | Oro       | 17,64 m     |                                          |
| 2024 | Mondiali indoor          | Glasgow        | Salto triplo   | Oro       | 17,53 m     | Miglior prestazione personale stagionale |
| 2024 | Giochi panafricani       | Accra          | Salto triplo   | Oro       | 16,97 m     |                                          |
| 2024 | Campionati africani      | Douala         | Salto triplo   | Oro       | 17,18 m     |                                          |
| 2024 | Giochi olimpici          | Parigi         | Salto triplo   | 5º        | 17,50 m     |                                          |
| 2025 | Mondiali indoor          | Nanchino       | Salto triplo   | Bronzo    | 17,15 m     | [ 3 ]                                    |

## Altre competizioni internazionali
2018
- Argento in Coppa continentale ( Ostrava), salto triplo - 17,02 m